# Pancy-Courtecon
 Pancy-Courtecon  là một xã ở tỉnh Aisne, vùng Hauts-de-France thuộc miền bắc nước Pháp.